# 212795 Fangjiancheng
212795 Fangjiancheng este o planetă minoră (asteroid) din centura de asteroizi. A fost descoperită pe 9 octombrie 2007 la Xuyi County⁠(d) de Observatorul de pe Muntele Purpuriu⁠(d). 
Obiectul prezintă o orbită caracterizată de o semiaxă mare de 2,2312323168478 UAi, o excentricitate de 0,12, o înclinație de 4,9 ° în raport cu ecliptica.